# Portianus

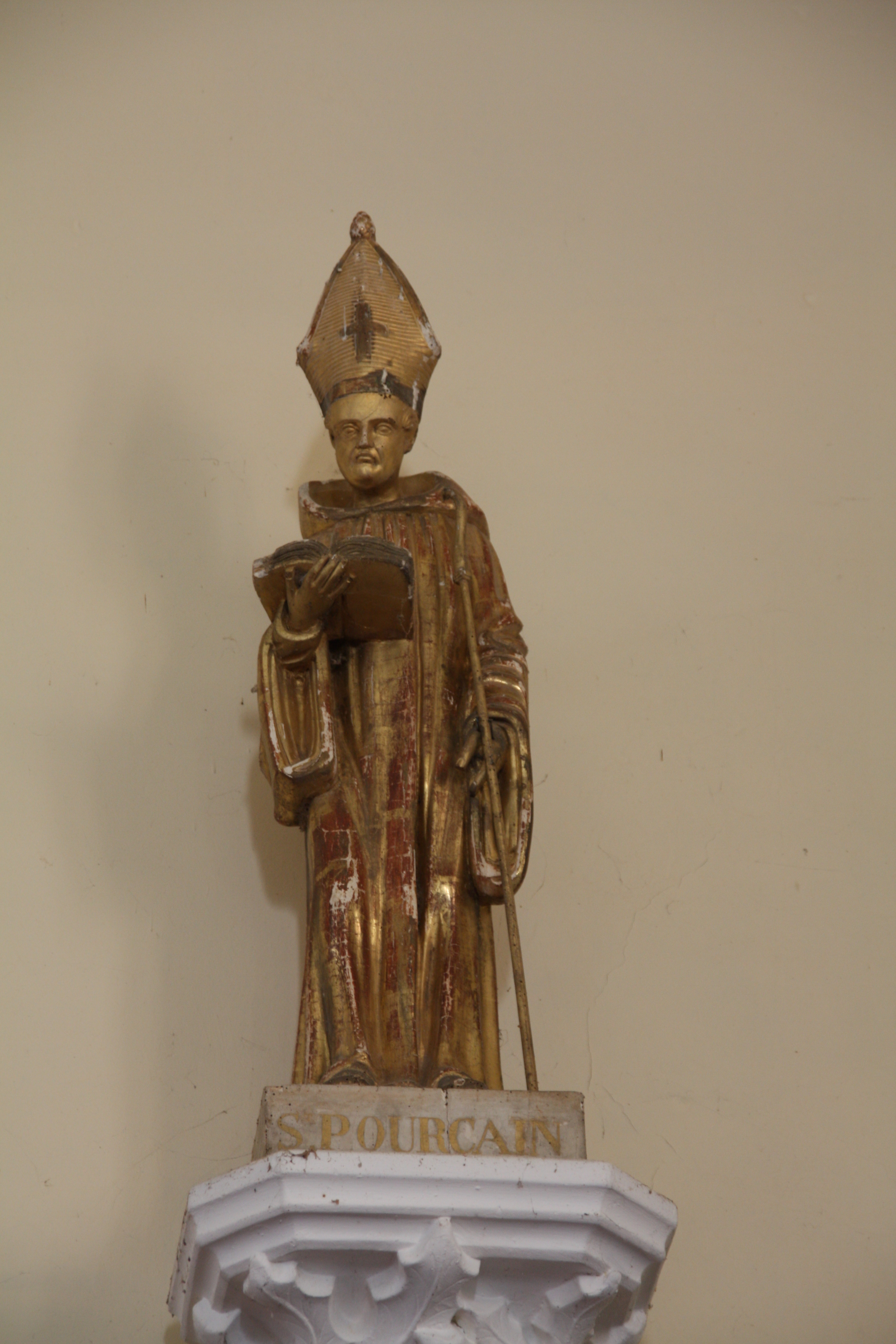
Statue des heiligen Portianus in der Kirche von Monestier

Portianus oder Porcianus (franz.: Saint Pourçain; * unbekannt; † nach 532) ist der Name eines in Frankreich, vor allem im Bourbonnais, verehrten Heiligen der Katholischen Kirche. Sein Name erscheint im Martyrologium Romanum.

## Biografie
Über das Leben des heiligen Portianus ist nur sehr wenig bekannt; vieles trägt legendäre Züge: Er lebte und wirkte im 6. Jahrhundert, war ein freigelassener Sklave und Eremit, der am Ufer des Flüsschens Sioule bei der heutigen Kleinstadt Saint-Pourçain-sur-Sioule ein Kloster gründete, dessen Abt er später wurde. Er wandte sich gegen die Übergriffe des Merowingerkönigs Theuderich I. auf das einfache Volk.

## Verehrung
Portianus wird vor allem in der Region des Bourbonnais in der nördlichen Auvergne verehrt, wo mehrere Kirchen und Orte seinen Namen tragen. Sein Gedenktag ist der 24. November.

## Darstellung
Figürliche Darstellungen des heiligen Portianus sind kaum existent; die wenigen, die es gibt, zeigen ihn als Abt oder Bischof.